# Ampelisciphotis tridens
Ampelisciphotis tridens är en kräftdjursart. Ampelisciphotis tridens ingår i släktet Ampelisciphotis och familjen Isaeidae. Inga underarter finns listade i Catalogue of Life.